# Weber Saint-Gobain
Saint-Gobain Weber är ett franskt byggmaterialföretag som i dag finns i 35 länder världen över. Företagets omsättning är 2,2 miljarder € och antalet anställda cirka 10 000. Företaget ingår i Saint-Gobain Group.
I Sverige kommer varumärket Weber etableras på marknaden under 2010 när byggmaterialtillverkaren maxit AB byter namn.